# Nexø
Nexø, parfoit écrit Neksø est un village du Danemark, situé sur la côte est de l'île de Bornholm qui émerge au sud-ouest de la mer Baltique.
Le village à une superficie de 2,21 km2 et sa population est de 3 674 habitants (en 2023).

## Histoire
Nexø est initialement un petit village de pêcheurs, il obtient des privilèges commerciaux en 1346. Le village subit plusieurs catastrophes au cours des siècles, en 1510 il est incendié par les lubeckois puis pillée en 1645 par des suédois sous les ordres de Carl Gustaf Wrangel. En 1654, la peste tue 413 personnes, 4 ans plus tard la population n'est que de 100 habitants, un violent incendie ravage le village en 1756,.

### Seconde guerre mondiale

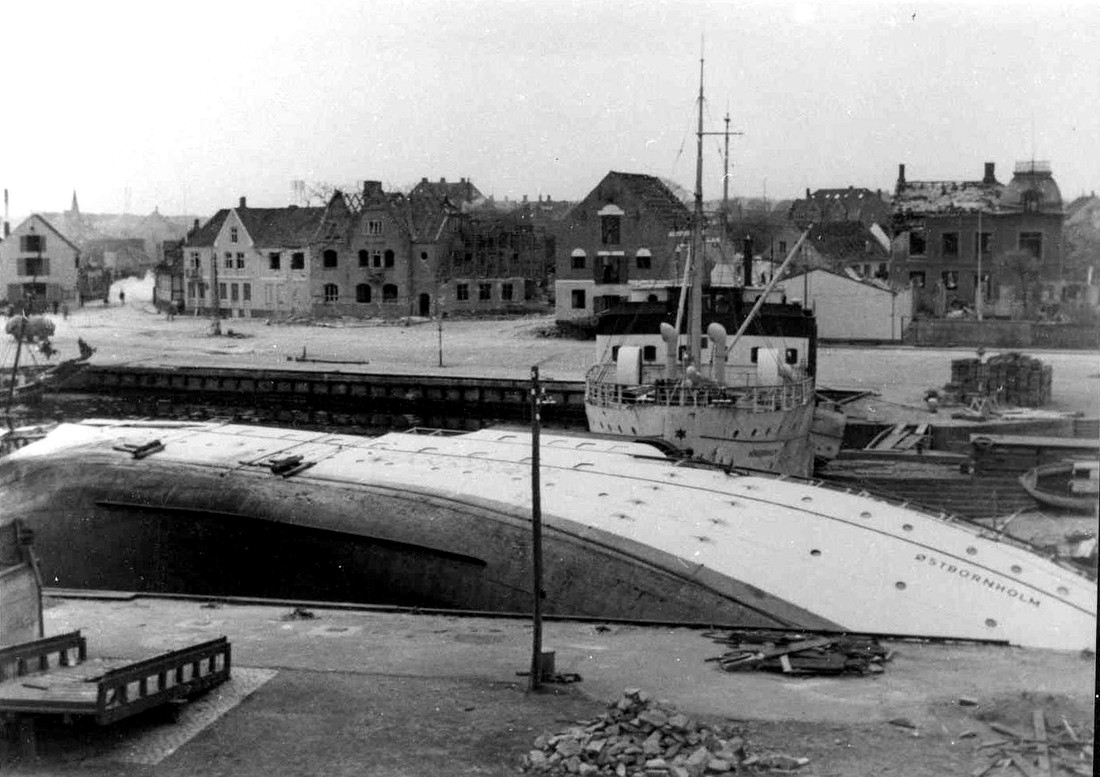
Port de Nexø après le bombardement soviétique.

À la suite du refus du commandant allemand Gerhard von Kamptz de se rendre aux soviétiques, Nexø est bombardée par l'aviation soviétique entre le 7 et le 8 mai 1945, la quasi totalité des 900 maisons sont endommagées et 175 sont totalement détruites, la Suède offre son aide pour reconstruire 75 habitations,.

## Personnalités
- Ove Guldberg (1918-2008), homme politique danois mort à Nexø ;
- Amir Hadžiahmetović (1997), footballeur bosnien né à Nexø.

## jumelage
- Darłowo (Pologne)[5]